# Trdnjava Narikala
Narikala (gruzijsko ნარიყალა) je trdnjava v gruzijski prestolnici Tbilisi. Zgrajena je bila konec 3. stoletja in je bila najpomembnejši srednjeveški grad v Gruziji. Razvalina stoji na vrhu grebena Sololaki nad Starim mestom že od leta 1827, med žveplovimi kopelmi in botaničnimi vrtovi Tbilisija in je sestavljena iz dveh obzidanih odsekov.
Na spodnjem dvorišču je nedavno obnovljena cerkev svetega Nikolaja. Na novo zgrajena v letih 1996-1997 nadomešča prvotno cerkev iz 13. stoletja, ki je bila uničena v požaru. Nova cerkev je tipa križa nad kvadratom z vrati na treh straneh . Notranji del cerkve je okrašen s freskami, ki prikazujejo prizore iz Biblije in zgodovine Gruzije.

## Zgodovina
Trdnjava je bila zgrajena pod okupacijo perzijskih Sasanidov. Njeno sedanje ime izvira iz perzijske besede Nari-Qala in pomeni 'nepremagljiv grad'. V gruzijščini so jo sprva imenovali Šuris cihe (შურის ციხე, 'trdnjava zavisti'). Njena naloga je bila vojaška obramba prestolnice. Zgrajena je bila na najožjem delu soteske reke Kure / Mtkvari, kjer so se križale ceste iz Evrope v Indijo in od severa proti jugu.
Kralj Vahtang I. Iberijski je obzidje okrepil v drugi polovici 5. stoletja. Arabci so ga med 7. in 10. stoletjem, Mongoli v 13. stoletju, Turki v 16. stoletju in Safavidi v 17. stoletju večkrat oblegali in ga uničili, a so ga vedno obnovili.
Arabci so v 6. stoletju v utrdbi stolpa Šahtačti postavili astronomski observatorij, ki je deloval do 14. stoletja. Turki so v 16. stoletju zgradili kvadratni stolp, ki je bil stoletja zapor. Perzijci so zadnji obnovili trdnjavo Narikala v 17. stoletju.
Leta 1827 je v kazemato s smodnikom udarila strela, da je eksplodirala. Veliki deli trdnjave so se porušili. Takrat je bila Gruzija del ruskega cesarstva in grad ni imel strateškega pomena. Zato ni bil več obnovljen.

## Opis
Trdnjava je sestavljena iz dveh delov: zgornjega in spodnjega. Zgornja trdnjava na grebenu je citadela. V primeru obleganja je služila kot zadnji bastijon obrambe in je veljala za skoraj neprepustno, saj meji na skoraj navpično pobočje s treh strani. Spodnjo trdnjavo Qala tvorijo vzporedne stene, ki se raztezajo od citadele do reke.
Večina danes vidnih zgradb izvira iz 8. stoletja. Izdelane so iz klesanega kamna in opeke v kombinaciji z apnom in grobozrnatim peskom. Iz časa kralja Vahtanga I. so na severovzhodnem vogalu gradu ostali le drobci stolpa. Cokli uničenih stavb predhodnic so v več plasteh pod zemljo.
Grajske ruševine so danes priljubljena turistična točka z lepim razgledom na mesto. V spodnjem delu trdnjave je Narikalska cerkev, ki je pri domačinih priljubljena kot poročna cerkev.
Od trdnjave vodi razgledna pot do kipa Kartlis Deda ('Mati Gruzije') na grebenu nad Tbilisijem. Med trdnjavo in kipom je gorska postaja žičnice, ki je bila odprta junija 2012 in povezuje park Rike na drugem bregu Kure z Narikalo